# Cumberland (Rhode Island)
Cumberland ist eine Stadt (Town) in Providence County, Rhode Island in den Vereinigten Staaten. Sie liegt im Nordosten des Bundesstaates Rhode Island an der Grenze zu Massachusetts, etwa 200 km nordöstlich von New York. Das U.S. Census Bureau hat bei der Volkszählung 2020 eine Einwohnerzahl von 36.405 ermittelt.

## Geographie
Das Stadtgebiet von Cumberland ist 73,2 km² groß und befindet sich auf der Ostseite des dicht westlich an Cumberland vorbeifließenden Blackstone River im Blackstone Valley, einem Gebiet mit zahlreichen historischen Schutzgebieten in New England. Die nächsten größeren Städte sind Woonsocket, etwa fünf Kilometer im Norden von Cumberland, und Providence, ungefähr zehn Kilometer südlich. Die Hauptverkehrsanbindung geschieht über die Interstate I-295, eine Entlastungsstrecken der I-95, die etwa zwei Kilometer südlich von Cumberland in Ost-West-Richtung verläuft.
Die Stadt besitzt fünf Grundschulen, zwei Mittelschulen und die Cumberland High School. Darüber hinaus befindet sich eine römisch-katholische Privatschule, die Mercymount Country Day School, in Cumberland. Im Stadtgebiet sind etwa ein Dutzend Bauwerke im National Register of Historic Places eingeschrieben.
Das Mineral Cumberlandit, eine Eisenmineral, kommt im Stadtgebiet von Cumberland vor, und ist nach der Stadt benannt. Eine weitere geologische Besonderheit ist der Diamond Hill, ein massiver Aufschluss weißer Quarzfelsen, der heute in einem Stadtpark liegt.

## Bevölkerung
Bei der Volkszählung im Jahr 2000 hatte Cumberland 31.840 Einwohner. Fast 97 % davon waren Weiße, der restliche Anteil waren Afro-Amerikaner und Asiaten sowie geringe Anteile anderer Volksgruppen. Das Pro-Kopf-Einkommen betrug 25.592 Dollar, knapp drei Prozent der Bevölkerung lebte unter der Armutsgrenze. Cumberland besitzt eine große und aktive Gemeinschaft ehemals portugiesischer Einwanderer.

## Geschichte

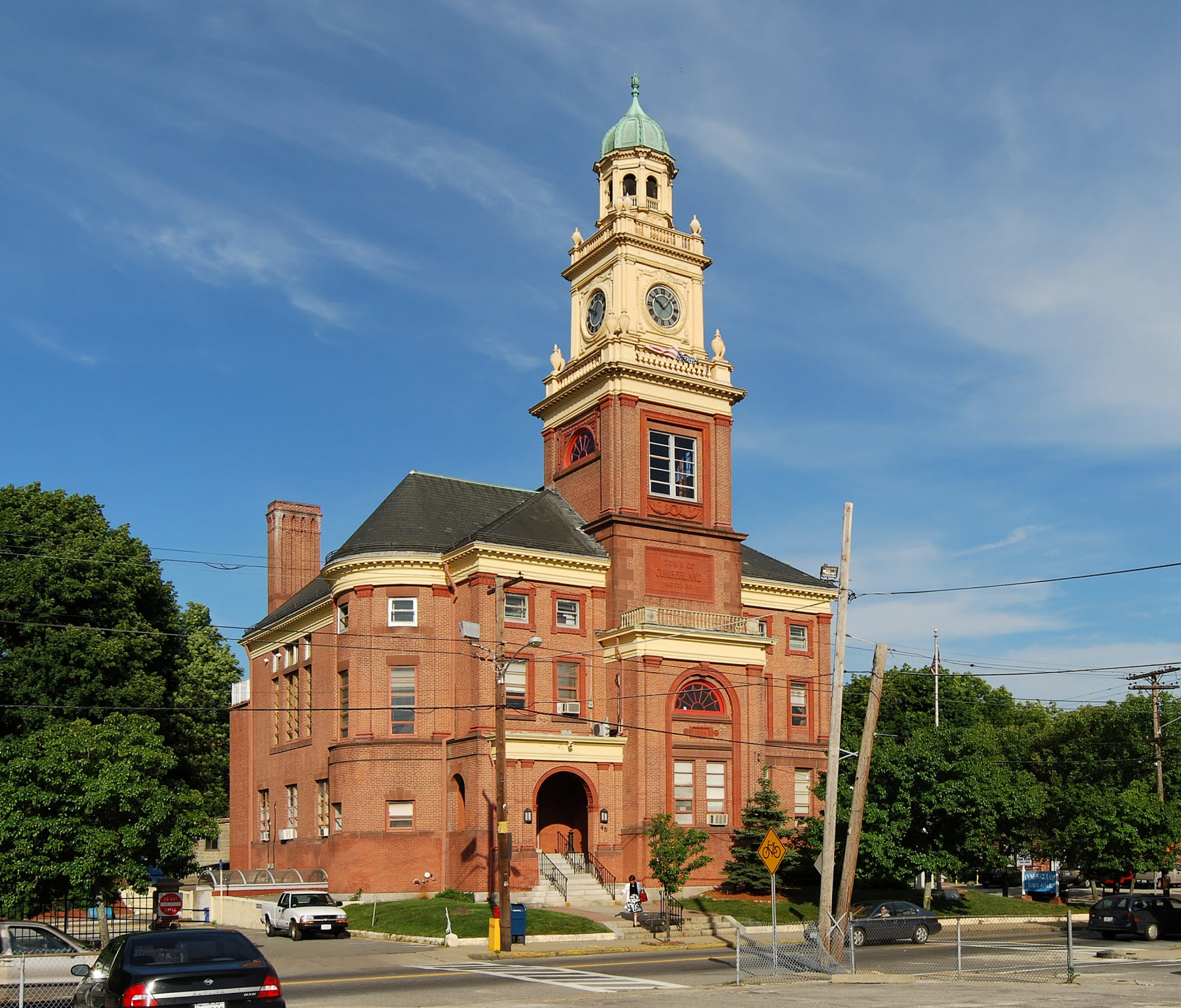
Cumberland Town Hall

Auf dem Areal des heutigen Cumberland – damals noch Teil von Rehoboth, Massachusetts – fand die erste weiße Besiedlung in Rhode Island statt. Der Siedler William Blaxton hatte sich dort niedergelassen, bevor die Pilgerväter eintrafen. Ab 1641 begann die eigentliche Siedlungsphase, das Siedlungsgebiet wuchs durch Käufe der frühen Siedler von den Indianern an. Das Siedlungsgebiet unter dem Namen Attleborough Gore wurde 1667 erstmals geteilt, 1746 nach einer weiteren Teilung wurde die Bezeichnung Cumberland verwendet und das Siedlungsgebiet zur Stadt erhoben. Ab 1828 war Pawtucket eigenständig.

## Söhne und Töchter der Stadt
- Latimer Whipple Ballou (1812–1900), Politiker
- Thomas Jenckes (1818–1875), Politiker
- Bobby Farrelly (* 1958), Drehbuchautor, Filmproduzent und Filmregisseur